# Druivenkoers 2016
La Druivenkoers 2016, cinquantaseiesima edizione della corsa, valida come evento di classe 1.1 dell'UCI Europe Tour 2016, si svolse il 24 agosto 2016 su un percorso di 196,4 km. Fu vinta dal belga Björn Leukemans, che terminò la gara in 4h45'00" alla media di 41,35 km/h.
Dei 163 ciclisti alla partenza furono 62 a portare a termine la gara.

## Squadre partecipanti
| N.      | Cod. | Squadra                     |
| ------- | ---- | --------------------------- |
| 1-8     | LTS  | Lotto-Soudal                |
| 10-17   | BOA  | Bora-Argon 18               |
| 20-27   | ROP  | Roompot Oranje Peloton      |
| 30-37   | SSG  | Stölting Service Group      |
| 40-47   | TSV  | Topsport Vlaanderen-Baloise |
| 50-57   | WGG  | Wanty-Groupe Gobert         |
| 60-67   | ROT  | Team Roth                   |
| 70-76   | CIB  | Cibel-Cebon                 |
| 81-88   | CCB  | Color Code-Arden Beef       |
| 91-98   | CRV  | Crelan-Vastgoedservice      |
| 100-107 | SHI  | Superano Ham-Isorex         |

| N.      | Cod. | Squadra                          |
| ------- | ---- | -------------------------------- |
| 110-117 | PCW  | T.Palm-Pôle Continental Wallon   |
| 120-127 | MMM  | Team 3M                          |
| 131-137 | VER  | Veranclassic-Ago                 |
| 140-147 | WIL  | Veranda's Willems Cycling Team   |
| 150-157 | WBC  | Wallonie Bruxelles-Group Protect |
| 160-167 | KLC  | Klein Constantia                 |
| 170-177 | MGT  | Madison Genesis                  |
| 180-187 | WGN  | Team Wiggins                     |
| 191-197 | RDT  | Rabobank Development Team        |
| 200-207 | TJO  | Joker-Byggtorget                 |
| 210-217 | MET  | Metec-TKH                        |

## Ordine d'arrivo (Top 10)
| Pos. | Corridore         | Squadra          | Tempo    |
| ---- | ----------------- | ---------------- | -------- |
| 1    | Jérôme Baugnies   | Wanty-Gobert     | 4h45'00" |
| 2    | Huub Duyn         | Roompot          | a 5"     |
| 3    | Marco Marcato     | Wanty-Gobert     | s.t.     |
| 4    | Dimitri Claeys    | Wanty-Gobert     | a 8"     |
| 5    | Joachim Vanreyten | Crelan           | a 26"    |
| 6    | Kevyn Ista        | Wallonie         | s.t.     |
| 7    | Jelle Vanendert   | Lotto-Soudal     | s.t.     |
| 8    | Bjørn Tore Hoem   | Joker-Byggtorget | s.t.     |
| 9    | Etienne Van Empel | Roompot          | s.t.     |
| 10   | Lukas Pöstlberger | Bora-Argon       | s.t.     |